# François-Bernard Michel
François-Bernard Michel, né le 17 novembre 1936 à Bagnols-sur-Cèze dans le Gard, est un professeur des universités-Praticien hospitalier et médecin pneumologue, poète et écrivain français. Il est membre de l'Académie nationale de médecine et de l'Académie des beaux-arts (Institut de France).

## Biographie

### Carrière scientifique
François-Bernard Michel qui a exercé des fonctions hospitalo-universitaires à partir de 1972 à la faculté de médecine de l'université Montpellier 1 et au CHU de Montpellier est un spécialiste de l'asthme et des allergies. Il a présidé l'Académie européenne d'allergologie et immunologie clinique (en) ; a été vice-Président de l'Association internationale d'allergologie et immunologie clinique ; et a fondé l'association nationale « Asthme ».
Le 3 février 1998, il est élu membre non résidant (section médecine) de l'Académie nationale de médecine. En 2013 il en est le président.
Depuis 2004, il copréside avec Mgr Nicolas Brouwet, évêque de Tarbes et Lourdes, le Comité médical international de Lourdes (CMIL), dont il est membre depuis l'an 2000. Ce comité a pour charge d'examiner les dossiers de guérisons spontanément déclarées au Bureau des constatations médicales des sanctuaires de Lourdes.

### Carrière littéraire
Le 29 mars 2000, François-Bernard Michel est élu à l'Académie des beaux-arts dans la section des membres libres au fauteuil numéro XIII, créé par décret en 1998 et dont il est le premier titulaire. Il est reçu le 7 novembre 2001 par Roger Taillibert. Il préside l'Académie en 2006 et 2012.
En 2007, il est candidat à l'Académie française.
Depuis 2012, il est également membre non résidant de l'Académie de Nîmes.

## Publications

### Essais
- Le Souffle coupé (respirer et écrire), éditions Gallimard, 1984 — Prix de Jouy de l’Académie française en 1985, prix des Lectrices de Elle.
- Cancer, à qui la faute ?, Gallimard, 1987.
- La Chair de Dieu, éditions Flammarion, 1990.
- Bazille, 1841-1870. Réflexions sur la peinture, la médecine, les origines de l'impressionnisme, éditions Grasset, 1992.
- Du nez, Grasset, 1993 — Prix Spécial du Médec 1994.
- Les allergies, éditions Flammarion, coll. « Dominos », 1995
- Proust et les Écrivains devant la mort, Grasset, 1995 — Prix Émile-Faguet de l'Académie Française 1995.
- Aux risques de guérir, Grasset, 1997.
- Quelle médecine demain ? Sous le regard de Paul Valéry (coédité avec J. Robinson-Valéry), éditions Privat, 1998.
- La Face humaine de Vincent Van Gogh, Grasset, 1999.
- Le Corps défendant. Proust, Valéry, Rilke et Gide, Gallimard, 2002.
- Prenez garde à l'amour. Les muses et les femmes de Paul Valéry, Grasset, 2003
- Médecine hier, médecine aujourd'hui — Entretiens de Jean Bernard avec François-Bernard Michel, PUF, 2003
- Enfants de Dieu, éditions Privat, Toulouse, 2006
- Proust et Beckett : Deux corps éloquents, Actes Sud, 2011.
- Van Gogh. Psychologie d’un génie incompris, éditions Odile Jacob, 2013.
- Histoires d'arbres et d'artistes, Papillon Rouge éditeur, 2013.
- À Lourdes, Dieu touche terre, éditions Fayard, 2015.
- Le professeur Marcel Proust, Éditions Gallimard, 2016.

### Romans
- Judith, Actes Sud, 1998
- Sein, éditions du Rocher, 2006

### Recueils de poésie
- Garrigue (photos de B. Ter Schiphorst), éditions Alain Barthélémy, 1979.
- Agde, au fil des eaux (photos de B. Ter Schiphorst), éditions de la Tuilerie, 1985.
- Au large de la nuit (dessins de C. Muhlstein), éditions Presses du Midi, 1990.
- Native Camargue (photos de B. Ter Schiphorst), éditions Espace Sud, 1991.
- Enfance profanée (dessins de C. Abeille, J. Cardot, C. Muhlstein), éditions Louis Pariente, Paris, 1995.
- Et tous les fruits étaient encore verts (avec des artistes de l'Académie des beaux-arts de l'Institut de France), éditions de la Mouette, Paris, 2000.

## Récompenses et distinctions

### Prix
- Prix de Jouy de l’Académie française pour Le Souffle coupé, respirer et écrire (1985)
- Prix Émile-Faguet de l'Académie française pour Proust et les Écrivains devant la mort (1995)
- Prix Jacques-de-Fouchier de l'Académie française pour l'ensemble de son œuvre (1999)[2]

### Décorations
- Officier de la Légion d'honneur[2]
- Commandeur de l'ordre national du Mérite[2]
- Commandeur de l'ordre des Palmes académiques[2]